# فيرجو (أين)
فيرجون (بالفرنسية: Verjon)‏ هي بلدية فرنسية تقع في إقليم الأين في فرنسا. رمز إنسي لها هو:1432. أما الرمز البريدي لها فهو: 1270.